# Ronde van Nederland 1994
De 34e editie van de Ronde van Nederland ging op 15 augustus 1994 van start in Breda. Na 5 etappes werd op 19 augustus in Valkenburg gefinisht. De ronde werd gewonnen door de Deen Jesper Skibby.

## Eindklassement
Jesper Skibby werd winnaar van het eindklassement van de Ronde van Nederland van 1994 met een voorsprong van 7 seconden op Djamolidin Abdoesjaparov. De beste Nederlander was Servais Knaven met een 5e plaats.
| Rang | Renner                   | Land                | Tijd       |
| ---- | ------------------------ | ------------------- | ---------- |
| 1    | Jesper Skibby            | Denemarken          | 21u 23'25" |
| 2    | Djamolidin Abdoesjaparov | Oezbekistan         | + 0'07"    |
| 3    | Dario Bottaro            | Italië              | + 0'22"    |
| 4    | Vjatsjeslav Jekimov      | Rusland             | + 0'35"    |
| 5    | Servais Knaven           | Nederland           | + 0'36"    |
| 6    | Bjarne Riis              | Denemarken          | + 0'42"    |
| 7    | Sean Yates               | Verenigd Koninkrijk | + 0'44"    |
| 8    | Erik Breukink            | Nederland           | + 0'45"    |
| 9    | Tom Cordes               | Nederland           | + 0'57"    |
| 10   | Luca Scinto              | Italië              | + 1'05"    |

## Etappe-overzicht
| Etappe | Van - naar         | Km       | Etappewinnaar            |
| ------ | ------------------ | -------- | ------------------------ |
| 1      | Breda - Nieuwegein | 180      | Dmitri Konysjev          |
| 2      | Nieuwegein - Ede   | 178      | Djamolidin Abdoesjaparov |
| 3a     | Ede - Haaksbergen  | 101      | Wiebren Veenstra         |
| 3b     | Haaksbergen        | 31 (ITT) | Dario Bottaro            |
| 4      | Doetinchem - Venlo | 180      | Djamolidin Abdoesjaparov |
| 5      | Venlo - Valkenburg | 198      | Jesper Skibby            |

1948 · 1949 · 1950 · 1951 · 1952 · 1953 · 1954 · 1955 · 1956 · 1957 · 1958 · 1959 · 1960 · 1961 · 1962 · 1963 · 1964 · 1965 · 1966 · 1967 · 1968 · 1969 · 1970 · 1971 · 1972 · 1973 · 1974 · 1975 · 1976 · 1977 · 1978 · 1979 · 1980 · 1981 · 1982 · 1983 · 1984 · 1985 · 1986 · 1987 · 1988 · 1989 · 1990 · 1991 · 1992 · 1993 · 1994 · 1995 · 1996 · 1997 · 1998 · 1999 · 2000 · 2001 · 2002 · 2003 · 2004 · 2005 · 2006 · 2007 · 2008 · 2009 · 2010 · 2011 · 2012 · 2013 · 2014 · 2015 · 2016 · 2017 · 2018 · 2019 · 2020 · 2021 · 2022 · 2023 · 2024